# إيفايلو يوردانوف
إيفايلو ستويمينوف يوردانوف (بالبلغارية: Ивайло Йорданов)‏ و (بالبلغارية: Ивайло Йорданов)‏ وهو لاعب كرة قدم بلغاري سابق في مركز الهجوم ولد في يوم 22 أبريل 1968 في بلدة ساموكوف في بلغاريا وقد لعب مع أندية ريلسكي ساموكوف من سنة 1982 إلى 1989 و لوكوموتيف كورنا من 1989 إلى 1991 ومع سبورتينغ لشبونة في البرتغال من 1991 إلى 2001 وسجل معه 56 هدف ويعتبر بذلك أكثر هداف في تاريخ سبورتينغ لشبونة ولعب مع منتخب بلغاريا لكرة القدم في 51 مباراة دولة من سنة 1991 إلى سنة 2000 وسجل 4 أهداف معه وقد اعتزل اللعب في سنة 2001 بعمر 33 سنة.

## مسيرته الكروية
لعب إيفايلو يوردانوف خلال مسيرته الاحترافية مع 3 أندية في ستة عشر موسمًا وسجل خلالها 92 هدفًا ضمن 339 مباراة. حيث فاز في موسم واحد بالكأس وفي موسم واحد بالدوري.
خاض إيفايلو يوردانوف مسيرته مع FC Rilski Sportist Samokov ‏ في موسم 1982–83 ليلعب معه أربعة مواسم، مشاركًا في 105 مباراة سجل خلالها 14 هدفًا. ثم انتقل إلى FC Lokomotiv Gorna Oryahovitsa ‏ في موسم 1989–90 ولمدة موسمين، حيث شارك في 51 مباراة سجل خلالها 23 هدفًا. لينتقل بعدها إلى نادي سبورتينغ لشبونة في موسم 1991–92 ليلعب معه عشرة مواسم، مشاركًا في 183 مباراة سجل خلالها 55 هدفًا.

## روابط خارجية
- إيفايلو يوردانوف على موقع الاتحاد الدولي (مؤرشف)  (الإنجليزية)
- إيفايلو يوردانوف على موقع الاتحاد الأوربي (الإنجليزية)
- إيفايلو يوردانوف على موقع قاعدة بيانات كرة القدم.إي يو (الإنجليزية)
- إيفايلو يوردانوف على موقع ناشيونال فوتبول تيمز (الإنجليزية)